# LightDM
LightDM — дисплейний менеджер, який використовується для запуску користувацької сесії (введення логіна/пароля, вибір графічної оболонки і мовних налаштувань). Проект LightDM розвивається як універсальна заміна XDM.
Особливості LightDM:
- Універсальний API, що дозволяє працювати з різними GUI (GDM створювався для GNOME, а KDM для KDE). Підтримуються фронтенди GTK та Qt, крім підтримки X.Org в LightDM забезпечені функції інтеграції з дисплейним сервером Wayland;
- Підтримка всіх можливих аспектів використання дисплейного менеджера, включаючи підтримку XDMCP, багатомоніторних робочих місць (multihead) і можливість реалізації додаткових функцій через плагіни;
- Більша продуктивність, зокрема для запуску LightDM немає потреби ініціювати окрему сесію GNOME;
- Підтримка візуальних тем, в тому числі створених з використанням звичайної HTML/CSS-розмітки, і наявність засобів для людей з обмеженими можливостями;
- Легка кодова база: при схожих можливостях LightDM містить приблизно 5 тисяч рядків коду, у той час як код GDM має 50 тисяч рядків. LightDM не потребує для роботи жодних бібліотек GNOME.[2]

LightDM є дисплейним менеджером за умовчанням для Ubuntu, Edubuntu, Xubuntu та Mythbuntu від версії 11.10.

## Виноски
1. ↑  В Ubuntu рассматривается переход от GDM к LightDM. Архів оригіналу за 14 травня 2012. Процитовано 5 червня 2012.
2. ↑  Ubuntu adopts LightDM, login screens to get more exciting. Geek.com. 12 травня 2011. Архів оригіналу за 15 серпня 2012. Процитовано 18 травня 2011. [Архівовано 2012-10-16 у Wayback Machine.]
3. ↑  Ubuntu 11.10 ReleaseNotes. Canonical. Архів оригіналу за 23 грудня 2011. Процитовано 28 травня 2012.